# Thyrocopa subahenea
Thyrocopa subahenea là một loài bướm đêm thuộc họ Oecophoridae. Nó là loài đặc hữu của Molokai và Maui.
Chiều dài cánh trước là 8–12 mm. Con trưởng thành bay quanh năm. Màu nền của cánh trước là màu nâu.